# Paulina D. Jenkins
Paulina Deidre Jenkins (geboren um 1945) ist eine britische Zoologin und Kuratorin der mammalogischen Sammlung im Natural History Museum in London.

## Leben und Werk
Paulina D. Jenkins studierte an der University of London und schloss ihr Studium mit einem Bachelor of Science ab, bevor sie 1973 als Scientific Officer in der Sektion Säugetiere im Fachbereich Zoologie des damals offiziell als British Museum (Natural History) bezeichneten Museums begann. 1978 wurde sie Higher Scientific Officer, 1988 Senior Scientific Officer und schließlich ab 1990 Sammlungsleiterin in der Säugetiergruppe. Seit 2011 ist sie Senior Curator der Sammlung.
Jenkins arbeitet vor allem daran, die Säugetiersammlung des Natural History Museum zu organisieren, zu erhalten und zu erweitern. Ihr Schwerpunkt liegt dabei auf dem Bereich der Tenrekartigen (Afrosoricida), der Insektenfresser (Eulipotyphla) und der Nagetiere (Rodentia). Daneben studiert sie die Systematik verschiedener Säugergruppen und die Biogeographie der Kleinsäugerfauna von Madagaskar und Südostasien. Sie veröffentlicht wissenschaftliche Publikationen, darüber ist sie im Editorial Board der Zeitschrift Madagascar Conservation & Development. Bereits 1992 hatte Jenkins den Dryad-Kleintenrek (Microgale dryas) aus dem nordöstlichen Madagaskar erstbeschrieben. Vor allem in der Mitte der 1990er Jahre nahm sie an mehreren Forschungsexpeditionen zur Erkundung der biologischen Vielfalt Madagaskars teil. Diese führten unter anderem 1993 in das Andringitra-Gebirge im zentral-südlichen, 1994 an das Anjanaharibe-Massiv im nordöstlichen, 1995 in das Anosyenne-Gebirge im südöstlichen und 1996 an das Marojejy-Massiv wiederum im nordöstlichen Teil des Inselstaates. Im Zuge der Auswertung des umfangreich gesammelten Datenmaterials wurden mehrere neue Tenrekarten entdeckt, so unter anderem der Nacktnasen-Kleintenrek (Microgale gymnorhyncha) und der Gebirgs-Kleintenrek (Microgale monticola). Die jeweilige wissenschaftliche Publikation der Ergebnisse der Expeditionen erfolgte im Zeitraum von 1996 bis 2000 und häufig zusammen mit Steven M. Goodman. Allein oder gemeinsam mit weiteren Autoren ist sie zudem Erstbeschreiberin mehrerer weiterer Säugetierarten wie der Laotischen Felsenratte (Laonastes aenigmamus) und der Yankari-Spitzmaus (Crocidura yankariensis).
Im Jahr 2018 war Jenkins Verfasserin des Kapitels über die Tenreks und Mitverfasserin des Kapitels über die Spitzmäuse im achten Band des Handbook of the Mammals of the World beteiligt.

## Dedikationsnamen
Mit Saxatilomys paulinae, der Jenkins-Weißzahnspitzmaus (Crocidura jenkinsi) und dem Jenkins-Kleintenrek (Microgale jenkinsae) wurden mehrere Säugetierarten nach Paulina D. Jenkins benannt.

## Belege
1. 1 2  Natural History Museum: Paula Jenkins | Natural History Museum, aufgerufen: 12. Oktober 2016
2. 1 2  Bo Beolens, Michael Watkins, Michael Grayson: The Eponym Dictionary of Mammals. JHU Press, 2009, ISBN 0-8018-9533-2, S. 311 (google.de).
3. ↑  Editorial Team: Jenkins, aufgerufen: 12. Oktober 2016
4. ↑  Paulina D. Jenkins: Description of a new species of Microgale (Insectivora: Tenrecidae) from eastern Madagascar. Bulletin of the British Museum (Natural History) 58 (1), 1992, S. 53–59.
5. ↑  Paulina D. Jenkins, Steven M. Goodman und Christopher J. Raxworthy: The Shrew Tenrecs (Microgale) (Insectivora: Tenrecidae) of the Réserve Naturelle Intégrale d’Andringitra, Madagascar. Fieldiana 85, 1996, S. 191–217
6. ↑  Steven M. Goodman und Paulina D. Jenkins: The Insectivores of the Réserve Spéciale d’Anjanaharibe-Sud, Madagascar. Fieldiana Zoology 90, 1998, S. 139–161
7. ↑  Steven M. Goodman, Paulina D. Jenkins und Mark Pidgeon: Lipotyphla (Tenrecidae und Soricidae) of the Réserve Naturelle Intégrale d’Andohahela, Madagascar. Fieldana Zoology 94, 1999, S. 187–216
8. ↑  Steven M. Goodman und Paulina D. Jenkins: Tenrecs (Lipotyphla; Tenrecidae) of the Parc National de Marojejy, Madagascar. Fieldana Zoology 97, 2000, S. 201–229
9. ↑  Paulina D. Jenkins, C. William Kilpatrick, Mark F. Robinson, Robert J. Timmins: Morphological and molecular investigations of a new family, genus and species of rodent (Mammalia: Rodentia: Hystricognatha) from Lao PDR. In: Systematics and Biodiversity. Bd. 2, Nr. 4, 2004, ISSN 1477-2000, S. 419–454, doi:10.1017/S1477200004001549.
10. ↑  Rainer Hutterer, Paulina D. Jenkins: A new species of Crocidura from Nigeria (Mammalia, Insectivora). In: Bulletin of the British Museum (Natural History). Zoology Series. Bd. 39, Nr. 6, 1980, ISSN 0007-1498, S. 305–310, (Wissenschaftliche Erstbeschreibung, online).
11. ↑  Bo Beolens, Michael Watkins, Michael Grayson: The Eponym Dictionary of Mammals. JHU Press, 2009, ISBN 0-8018-9533-2, S. 211 (google.de).
12. ↑  Steven M. Goodman und Voahangy Soarimalala: A new species of Microgale (Lipotyphla: Tenrecidae: Oryzorictinae) from the Forêt des Mikea of southwestern Madagascar. Proceedings of the Biological Society of Washington 117 (3), 2004, S. 251–265

| Personendaten    | Personendaten                                                                                    |
| ---------------- | ------------------------------------------------------------------------------------------------ |
| NAME             | Jenkins, Paulina D.                                                                              |
| ALTERNATIVNAMEN  | Jenkins, Paulina Deidre (vollständiger Name); Jenkins, Paula D.                                  |
| KURZBESCHREIBUNG | britische Zoologin und Kuratorin der mammalogischen Sammlung im Natural History Museum in London |
| GEBURTSDATUM     | um 1945                                                                                          |